# 埃尔纳尼之战

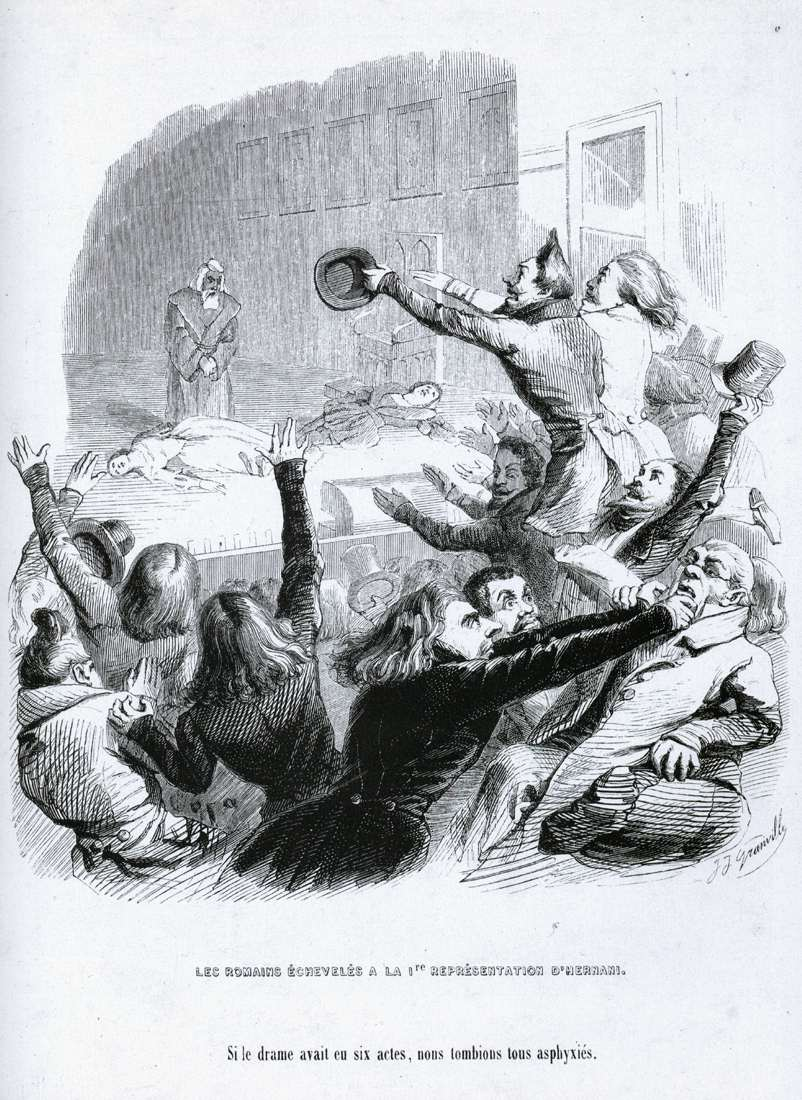

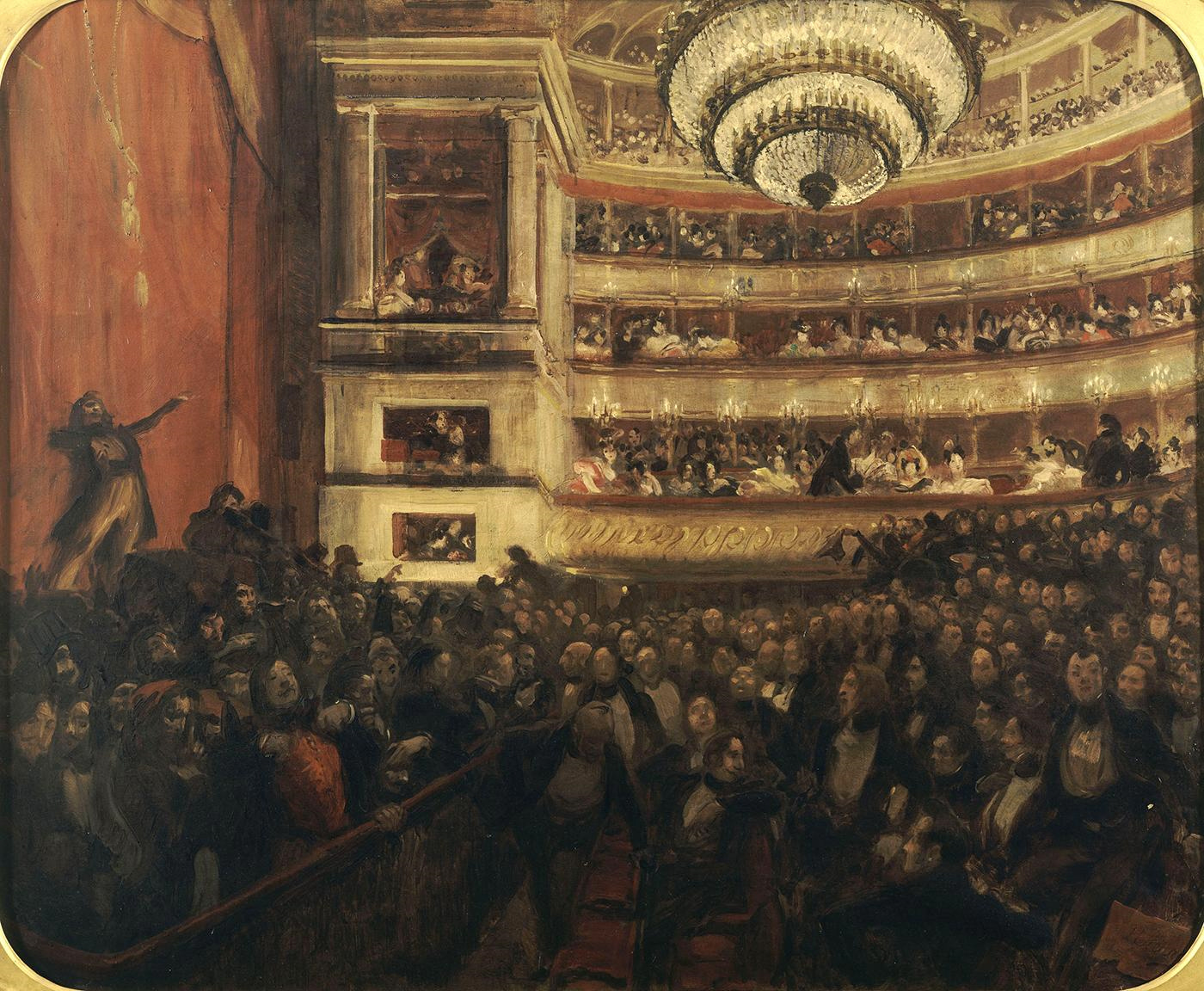
1830年，《埃尔纳尼》在法兰西喜剧院首演

埃尔纳尼之战（法語：Bataille d'Hernani）是指在1830年，围绕维克多·雨果的浪漫主义戏剧《埃尔纳尼》的上演，发生的一场争议和混乱。
埃尔纳尼之战继承了围绕戏剧美学的一系列长期冲突，至少在政治和美学上都有动机，以“古典主义”与新一代“浪漫主义”两种戏剧风格之间的冲突而闻名。后者渴望戏剧革命，聚集在维克多·雨果周围。今天人们对事件的了解主要来自当时目击者的叙述（泰奥菲尔·戈蒂耶，1830年2月25日，首演时身穿红色背心，具有煽动性），称之为法国浪漫主义的奠基行动。

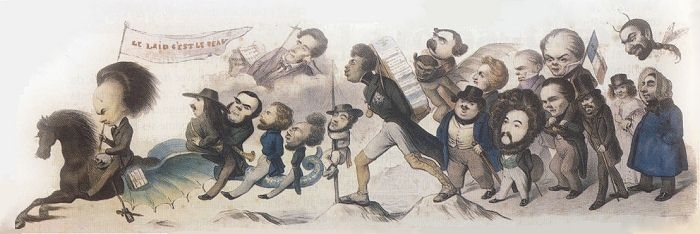
维克多·雨果是浪漫主义大军的领袖，为后人开辟大道

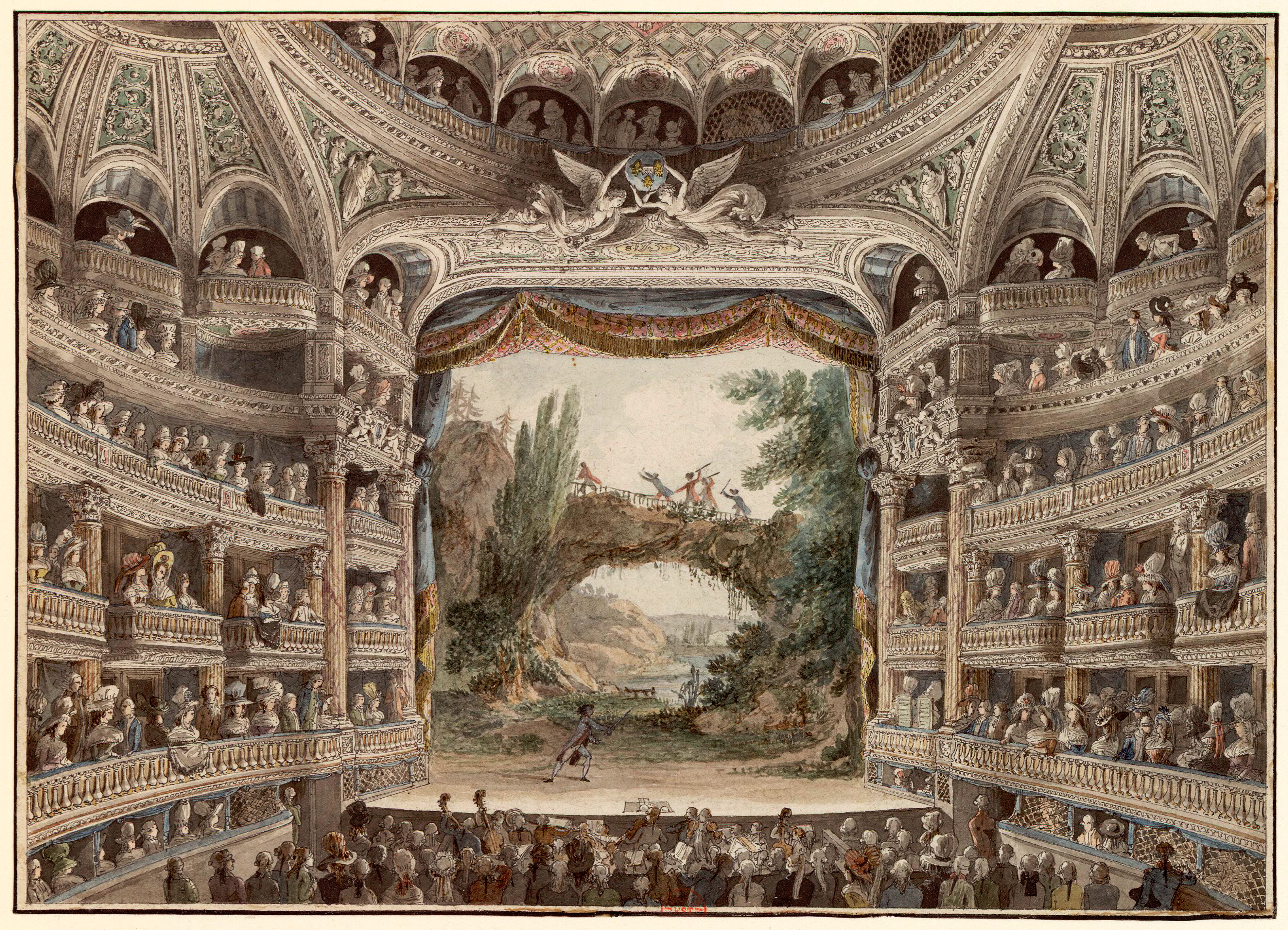
法兰西喜剧院
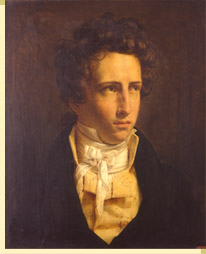
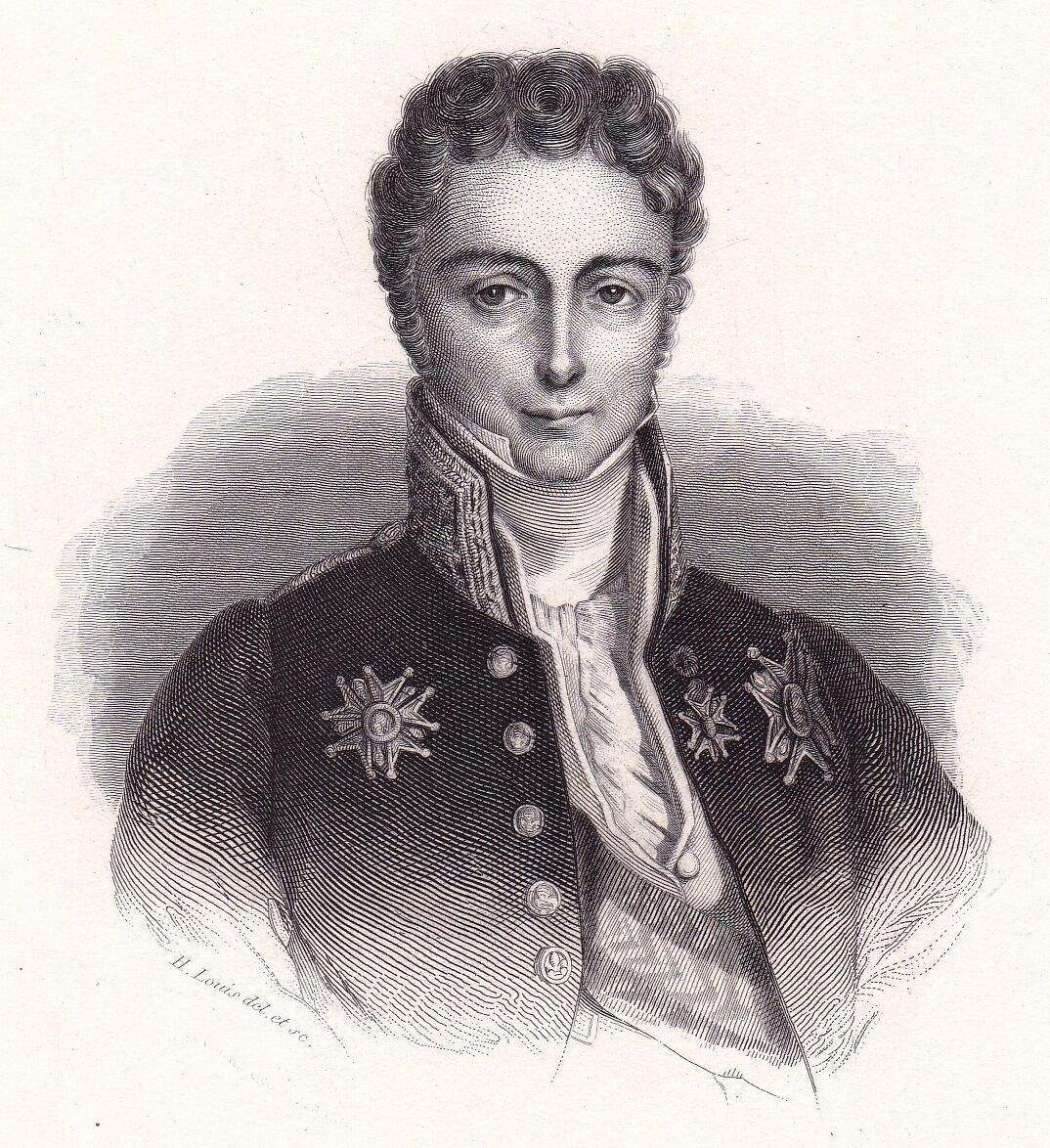
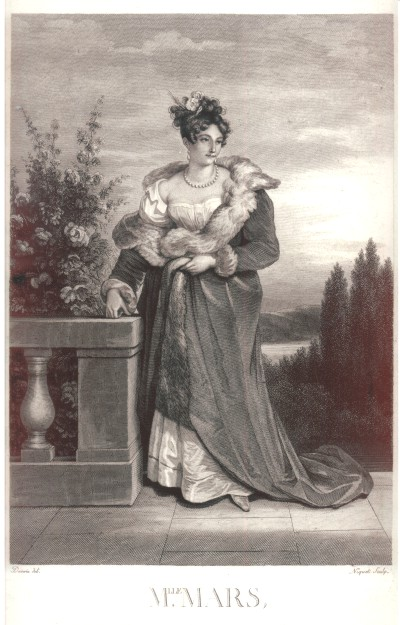